# Radio 100,7
radio 100,7 è un'emittente radiofonica lussemburghese controllata dall'Établissement de Radiodiffusion Socioculturelle du Grand-Duché de Luxembourg (ERSL), a sua volta controllato interamente dal Ministero di Stato (ufficio del Primo ministro). È membro dell'Unione europea di radiodiffusione (UER) dal 1997.